# Валентова, Меда
Меда Валентова (урождённая — Мария Валентова) (чеш. Meda Valentová; 24 мая 1898, Смихов, Австро-Венгрия — 12 декабря 1973, Прага, ЧССР) — чешская и чехословацкая актриса

 театра и кино, и переводчица

.

## Биография

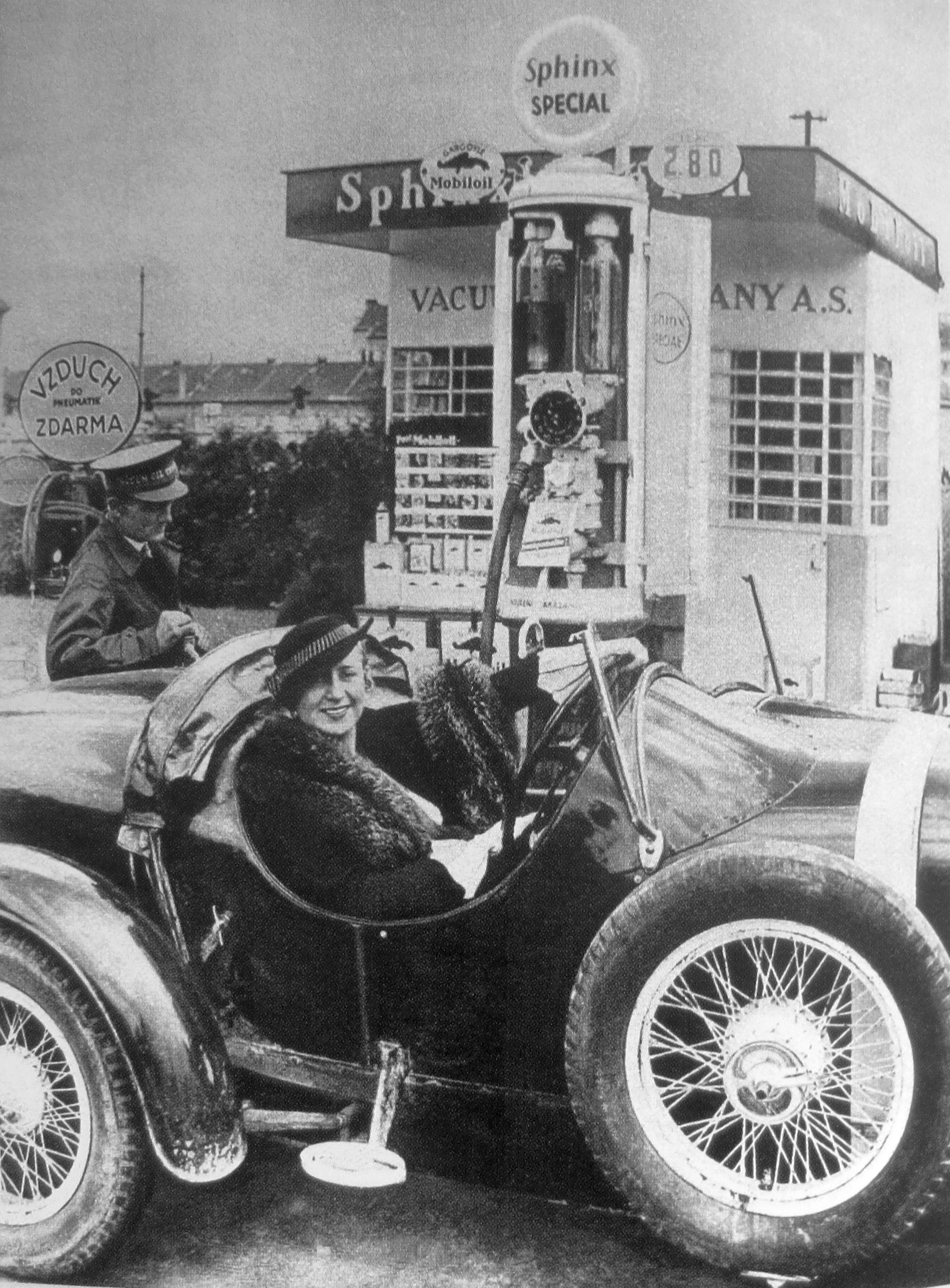
Меда Валентова за рулём Walter P-III SuperSport (1927)

Дебютировала на сцене Нового немецкого театра в Праге в 1917 году. В 1919—1921 годах выступала в кабаре «Красная семерка», позже играла в театрах городов Оломоуц (1921—1922), Острава (1922—1924), в маленьких столичных театрах и варьете. С 1930 года некоторое время — в Театре на Виноградах. С 1936 году — актриса Театра на Виноградах.
Начала сниматься в эпоху немого кино. За свою творческую карьеру в кино с 1925 по 1972 год снялась в 33 фильмах. Играла в фильмах режиссёров Вацлава Ворличека, Вацлава Кршка, Карела Ламача, Олдржиха Липского, Карела Стеклы, Мартина Фрича и других.
Переводила с русского языка пьесы, которые ставились, на сцене, в том числе, Театра Чехословацкой армии, Театра на Виноградах и других.

## Избранная фильмография
- 1925 — Jedenácté přikázáni
- 1931 — To neznáte Hadimršku
- 1940 — Барон Мюнхгаузен
- 1941 — Rukavička
- 1941 — Турбина
- 1942 — Valentin Dobrotivý
- 1944 — Neviděli jste Bobíka?
- 1945 — Řeka čaruje
- 1947 — Последний могиканин
- 1952 — Анна-пролетарка
- 1954 — Cirkus bude
- 1971 — Девушка на метле